# Anna German
Anna Wiktoria German-Tucholska (n. 14 februarie 1936, Urganch, Republica Sovietică Socialistă Uzbecă, URSS – d. 26 august 1982, Varșovia, Polonia) a fost o cântăreața poloneză care s-a bucurat de succes semnificativ în Polonia și în Uniunea Sovietică în anii 1960-1970. A lansat peste 12 albume muzicale cu piese în limba poloneză, precum și mai multe albume cu piese în limba rusă. A fost câștigătoare a mai multor festivaluri naționale și internaționale, inclusiv în Monte Carlo, San Remo, Napoli, Viareggio, Cannes, Sopot.

## Biografie

### Copilărie și adolescență. Familie
Anna Herman s-a născut în URSS, în orașul Urghenci. Mama - Irma Berner (nume rusificat în Irma Davydovna (Ирма Давыдовна); 11.15.1909-30.01.2007), născută în satul Velikokneajeskoe (acum satul Kociubeevskoe, Ținutul Stavropol). Se trage din menoniți(descendenți ai olandezilor, care locuiau în Germania), care s-au stabilit în Rusia în vremurile Ecaterinei a II-a. A studiat limba germană. În familia mamei se vorbea un dialect tipic pentru menoniți. Tata - Eugen Hörmann (nume rusificat  Evghenii Fridrihovici Gherman (Евгений Фридрихович Герман); 1909, Lodz - 11.10.1937), a activat în calitate de contabil la brutărie. A fost fiul unui descendent al imigranților germani. În 1937  a fost arestat, fiind acuzat de spionaj, fiind condamnat la zece ani fără drept de corespondență și împușcat în Tașkent. În 1957 a fost reabilitat post mortem.
O perioadă familia a trăit în Osinniki, Regiunea Kemerovo, Tașkent, în Orlovka (acum Ak-Döby, regiunea Talas, Kârgâzstan). La Urghenci, Anna Hermann a frecventat școala până în clasa a III-a (mama preda limba germană). A urmat studiile la Jambyl (acum orașul Taraz din Kazahstan).
În 1942 mama Annei se recăsătorește cu Herman Gerner, ofițer al armatei polineze. Din motive necunoscute, Irma a schimbat numele de familie al lui Gerner în Berner. Căsătoria cu plonezul a permis Irmei să plece în Polonia în 1946 și să se stabilească în Nowa Ruda.
În 1949, familia s-a mutat la Wrocław (Polonia). După război, Irma Hermann a predat limba germană la Colegiul Agricol al orașului Wroclaw.
După absolvirea școlii generale din Nova Ruda și a Liceului din Wroclaw, Anna a fost imatriculată la Universitatea din Wrocław, Facultatea Geologie. Participarea în anii de studenție în cercul de artiști amatori a ajutat-o să devină cântăreață.
Pentru prima dată, Anna Herman a evaluat în fața publicului la nunta unei prietene, care s-a petrecun într-o biserică de pe insula regală Wroclaw, unde Ann Herman, însoțit de cor, a cântat „Ave Maria”.

### Carieră artistică până 1967
Anna German a debutat în 1960 în teatrul studențesc "Kalambur", fiind invitată de conducătorul teatrului Jerzy Litvinets. La una dintre primele ei spectacole, ea a uitat cuvintele și a fost atât de supărată că a părăsit teatrul. În 1961, la insistența unei prietene, Anna German a participat la audieri pentru estrada din Wroclaw. Un an mai târziu a trecut examenul comisiei de calificare și a devenit cântăreață profesionistă. Își dorea mai multă experiență și pricepere, a urmat lecții de vocal la profesoara de conservator Janina Proshovskaya.

### Accidentul rutier și perioada de tratament și reabilitare
În timpul unui turneu în Italia, pe 27 august 1967, între or. Forli și Milano, Anna German a nimerit într-un accident grav rutier. S-a ales cu 49 de fracturi (inclusiv coloana vertebrală) și leziuni ale organelor interne. Timp de jumătate de un an a stat imopbilizată în spital. Apoi, timp de câteva luni, a urmat reabilitarea pentru a deprinde să stea și să meargă, precum și pentru a restabili memoria.

### Revenirea pe scenă și cariera artistică în perioada anilor 1970-1980
Anna German a revenit pe scenă în 1970. Prima apariție după accident a avut loc în Palatul Culturii și Științei din Varșovia într-un concert dedicat Eliberării Varșoviei. Prima piesă interpretată a fost Człowieczy los (Destinul uman) versurile Alinei Novak. Acesta a fost debutul Annei German în calitate de compozitor.
Una din primele piese înregistrate de Anna Herman după revenire pe scenă a fost "Надежда" (Speranța), creată în 1971 de compozitorul Alexandra Pahmutova și poetul Nikolai Dobronravov.

## Discografie

### Albume
- Na tamten brzeg (1964) [Onto that shore]

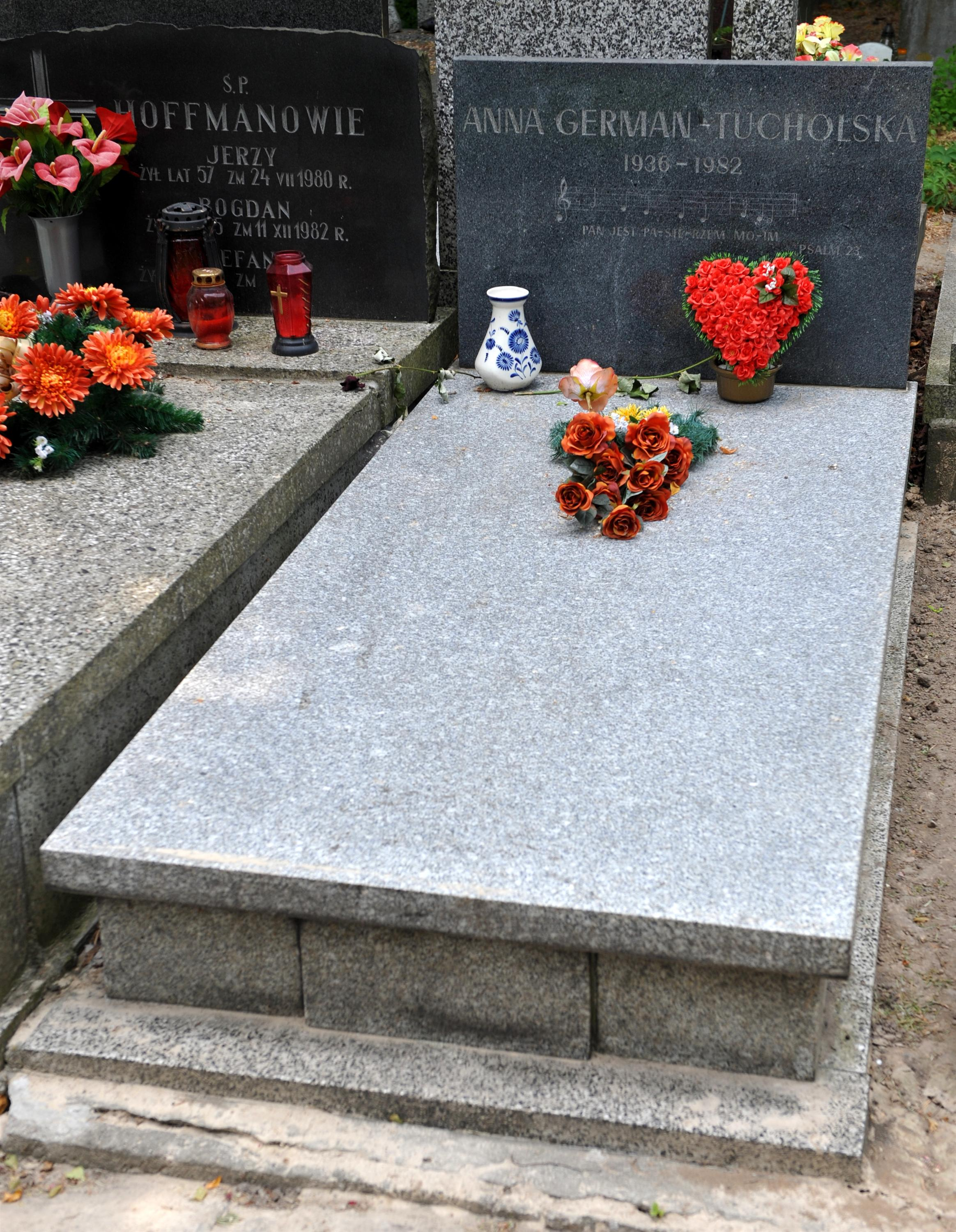
Mormântul Annei German, aflat în Cimitirul Reformat din Varșovia

- Tańczące Eurydyki (1965) [Dancing Eurydices]
- Recital piosenek  (1967) [A recital of songs]
- I classici della musica napoletana (1967)
- Człowieczy los (1970) [Fate of Man]
- Domenico Scarlatti  - Arie z opery Tetida in Sciro (1971)
- Wiatr mieszka w dzikich topolach  (1972) [Wind lives in wild poplars]
- To chyba maj (1974) [It has to be May]
- Anna German  (1977)
- Anna German (1979)
- Pomyśl o mnie  (1979) [Think about me]
- Tylko w tangu/Dookoła kipi lato (1979) [Only in tango/Summer is all around]
- Śpiewa Anna German (1979) [Anna German is singing]
- Надежда (Nadezhda, 1980) [Hope]
- Последняя встреча (Poslednyaya vstrecha, 1982)[Last meeting]

### Single-uri
- "The Man I Love" (1964)

### Reeditări și compilații
- 1984  Jesteś moja miłością   LP
- 1987  Эхо любви (Echo lubvi) - live '79 LP
- 1989  Anna German LP
- 1989  Znaki zapytania LP
- 1990  Powracające słowa vol. 1 LP
- 1990  Powracające słowa vol. 2 LP
- 1991  Zakwitnę różą CD
- 1991  Recital piosenek CD
- 1994  Nasza ścieżka CD
- 1994  Złote przeboje neapolitanskie MC
- 1995  Planeta Anna part 1 MC
- 1995  Planeta Anna part 2 MC
- 1996  Незабытый мотив (Nezabitiy motiv) CD
- 1996  Лучшие песни (Luchshie pesni) CD
- 1998  Когда цвели сады (Kogda tsveli sadi) CD
- 1998  Wiatr mieszka w dzikich topolach CD
- 1999  Tańczące Eurydyki CD
- 1999  Platynowa kolekcja CD
- 1999  Złote przeboje   CD
- 1999  Bal u Posejdona (Złota kolekcja) CD
- 1999  Антология советского шлягера (Antologia sovetskogo shlagera)  MC
- 2000  Анна Герман. Российская эстрадная музыкальная энциклопедия (Rossiyskaya estradnaya muzikalnaya encyclopaedia) CD
- 2000  Последняя встреча (Poslednyaya vstrecha) CD
- 2001  Quiet words of love (Russian) (Любви негромкие слова) CD
- 2001  Ваши любимые песни (Vashi lyubimie pesni) CD
- 2001  Tańczące Eurydyki CD
- 2001  Recital piosenek CD
- 2001  Człowieczy los CD
- 2001  Wiatr mieszka w dzikich topolach CD
- 2001  Domenico Scarlatti  - Arie z opery "Tetida in Sciro" CD
- 2001  To chyba maj CD
- 2001  Pomyśl o mnie CD
- 2001  Luchshee - Zvyozdi sovetskoy estradi  CD
- 2002  Najlepsze piosenki  CD
- 2003  Наши лучшие песни (Nashi lyubimie pesni) CD
- 2003  Człowiecy los collection CD
- 2003  Золотой век русской эстрады (Zolotoy vek russkoy estrady) CD
- 2003  Посидим, помолчим. Полное собрание песен  (Posidim, pomolchim) vol.1 CD
- 2003  Спасибо тебе мое сердце. Полное собрание песен (Spasibo tebe moyo serdtse) vol.2 CD
- 2004  Złote przeboje CD
- 2004  Самое лучшее (Samoe luchshee) CD
- 2007 MP3 collection